# Ficus linearifolia
Ficus linearifolia är en mullbärsväxtart som beskrevs av Adolph Daniel Edward Elmer. Ficus linearifolia ingår i släktet fikonsläktet, och familjen mullbärsväxter. Inga underarter finns listade i Catalogue of Life.